# هوانج شوان سين
هوانج شوان سين (بالفيتنامية: Hoàng Xuân Sính )(من مواليد 8 سبتمبر 1933) هي عالمة رياضيات فيتنامية، وتلميذة ألكسندر غروتينديك، وهي أول عالمة رياضيات في فيتنام، ومؤسسة جامعة ثانج لونج، وحاصلة على وسام السعفات الأكاديمية.

## النشأة و المسار الوظيفي
ولدت هوانج في كوط ، في مقاطعة تو ليم في فيتنام ، وهي واحدة من سبعة أطفال لتاجر النسيج هوانج ثق تان. توفيت والدتها عندما كانت في الثامنة من عمرها ، وتم تربيتها من قبل زوجة أبيها. وقيل عنها إنها حفيدة عالم الرياضيات الفيتنامي هوانغ شوان هان . حصلت على درجة البكالوريوس عام 1951 في هانوي ، ودرست اللغتين الإنجليزية والفرنسية ، ثم سافرت إلى باريس للحصول على درجة بكالوريا ثانية في الرياضيات.  مكثت في فرنسا للدراسة من أجل اختبار التراكمي في جامعة تولوز ، والتي أتمتها في عام 1959 ، ثم عادت إلى فيتنام لتصبح معلمة للرياضيات في جامعة هانوي الوطنية للتربية .  أصبحت هوانج أول عالمة رياضيات في فيتنام وفي ذلك الوقت كانت واحدة من عدد قليل جدًا من علماء الرياضيات الحاصلين على تعليم أجنبي. 

## العمل معغروتينديك
زار عالم الرياضيات الفرنسي وداعية السلام ألكسندر غروتينديك فيتنام الشمالية في أواخر عام 1967 ، أثناء حرب فيتنام، وقضى شهرًا في تدريس الرياضيات لفريق قسم الرياضيات بجامعة هانوي، بما فيهم هوانج، التي كانت تقوم بتدوين الملاحظات الخاصة بالمحاضرات.  بسبب الحرب، كانت محاضرات غروتنيك تعقد بعيدا عن هانوي، أولاً في الريف القريب من المقاطعة ثم لاحقا في داي تو. بعد عودة غروتينديك إلى فرنسا، واصل تعليم هوانغ كطالبة مراسلة.  حصلت على الدكتوراه تحت إشراف غروتينديك من جامعة باريس ديدرو عام 1975 بأطروحة مكتوبة بخط اليد.  بحث أطروحتها، اللذي كان يدور حول الهياكل الجبرية القائمة على المجموعات الفئوية ولكن مع قانون المجموعة الذي كان يثبت التشابه فقط، شكل مسبقا كثير من النظرية الحديثة للمجموعتين . 

## إنجازات لاحقة
عندما تمت ترقيتها إلى أستاذ شامل، أصبحت هوانج أول أستاذة شاملة في فيتنام في أي مجال علمي أو تقني.  في عام 1988 أسست أول جامعة خاصة في فيتنام ، جامعة ثانج لونج في هانوي،  وأصبحت رئيسة مجلس إدارتها.  

## التقدير
في عام 2003 ، حصلت على جائزة وسام السعفات الأكاديمية عن «مساهماتها في تعزيز التعاون في الثقافة والعلوم بين البلدين» فرنسا وفيتنام.  